# 당시

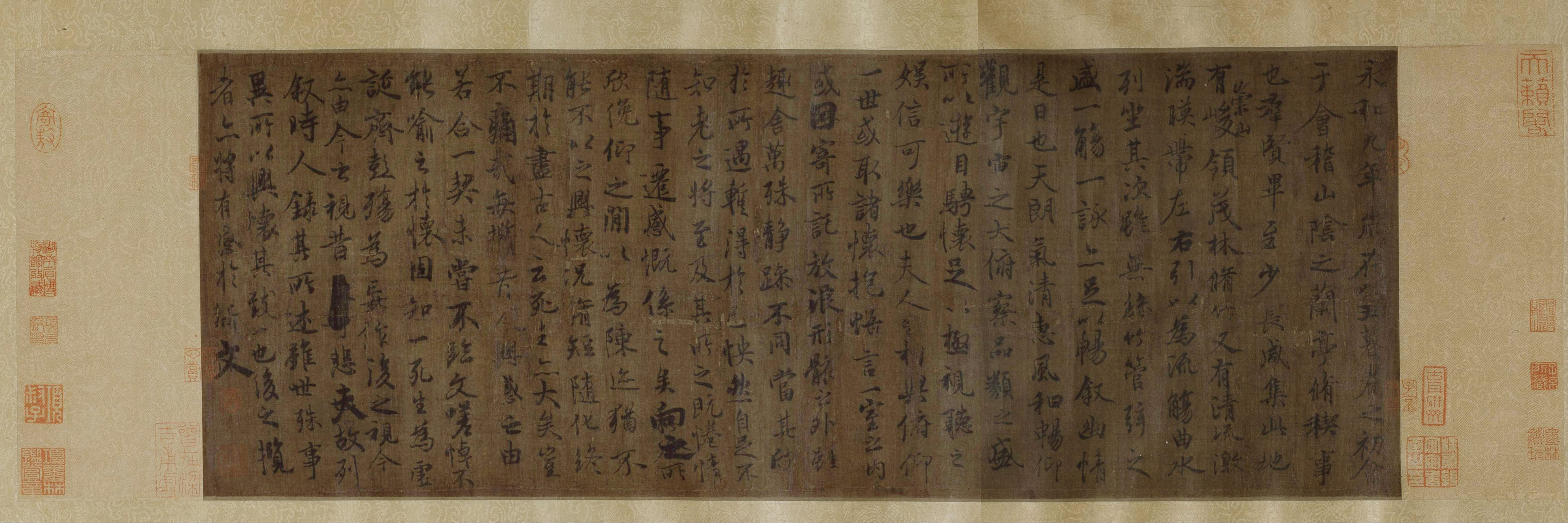
난정집서.

당시(중국어: 唐詩)는 중국 당나라의 특징이 있는, 또는 그 당시에 기록된 시를 말한다. 전당시는 2,200명 이상의 저자가 쓴 48,900수의 시를 포함하고 있다. 당나라 시기에 시는 모든 사회 계층에서 사회 생활의 중요한 부분으로 계속되었다. 학자들은 시험을 위해 시를 통달하는 것이 필수적이었으나 미술은 이론상 누구나 할 수 있었다. 이로 인해 시와 시인들의 기록이 많아졌으며 일부 기록은 오늘날에도 생존해 있다. 가장 유명한 시인 가운데 2명으로 이백과 두보가 있다.

## 같이 보기
- 전당시